# Janaína (voleibolista)
 Janaina Anjos de Miranda(São Paulo, 13 de setembro de 1973) é ex-voleibolista indoor brasileira que atuou na posição de Ponta e representando as categorias de base da Seleção Brasileira conquistou a medalha de ouro no Campeonato Sul-Americano Infantojuvenil de 1988 na Argentina e a medalha de prata no Campeonato Mundial Infantojuvenil de 1991 em Portugal e ainda conquistou a medalha de ouro no Campeonato Sul-Americano Juvenil de 1990 na Argentina. Em clubes possui a medalha de prata o Campeonato Sul-Americano de Clubes de 1991 no Brasil e a medalha de ouro na edição de 1992 deste campeonato, também disputado no Brasil, e ainda é medalhista de ouro no Campeonato Mundial de Clubes de 1994 em solo brasileiro.Atualmente é treinadora de voleibol nos Estados Unidos.

## Carreira
Janaína desde os nove anos de idade já praticava o voleibol e com apenas  onze anos já treinava almejando uma carreira profissional neste esporte, já participava dos treinamentos das categorias de base da Seleção Brasileira e aos 15 anos de idade já representava a Seleção Brasileira na categoria infantojuvenil, e nesta categoria disputou o Campeonato Sul-Americano de 1988 na cidade de Resistência, na Argentina e conquistou o título da edição e obteve a medalha de ouro  pela Seleção Brasileira no Campeonato Sul-Americano Juvenil de 1990 em San Miguel de Tucumán, também na Argentina.Em 1991 conquistou pela seleção infantojuvenil a medalha de prata no Campeonato Mundial da categoria, sediado em Lisboa, Portugal.
Em 1981 fazia parte das categorias de base do extinto clube Colgate/Pão de Açúcar e disputou seu primeiro Campeonato Brasileiro, termo anterior a Superliga Brasileira A, na temporada 1989-90 e em 1989 durante uma partida das finais do Campeonato Brasileiro sofreu choque com uma companheira na rede, torceu o tornozelo, fez tratamento alternativo e conseguiu rapidamente jogas as finais do brasileiro e disputou a edição do Campeonato Sul-Americano de Clubes de 1989 em Santiago, no Chile e sagrou-se vice-campeã do Campeonato Paulista de 1990 e foi vice-campeã também na edição da Liga Nacional, competição antecessora da Superliga Brasileira A,  temporada 1990-91. Ainda em 1991 disputou pela Colgate/Pão de Açúcar o Campeonato Sul-Americano de Clubes realizado em  Ribeirão Preto, Brasil, e mais uma vez encerrou com o vice-campeonato.
Com extinção do Pão de Açúcar E.C, surgia o Colgate/São Caetano  eneste jogou até 1993, sendo vice-campeã da Liga Nacional 1991-92 e disputou a edição do Campeonato Sul-Americano de Clubes de 1992 em São Caetano do Sul, no Brasil, ocasião que conquistou a medalha de ouro.Na temporada seguinte alcançou o vice-campeonato do Campeonato Paulista de 1992 e conquista seu primeiro título nacional na Liga Nacional 1992-93.
Foi contratada pelo Leite Moça/Sorocaba por este disputou o Campeonato Mundial de Clubes, sediado em São Paulo, no Brasil, e conquistou a inédita medalha de ouro nesta edição; por este clube sagrou-se vice-campeã do Campeonato Paulista de 2014e disputou a primeira edição da Superliga Brasileira A no período 1994-95 e sagrando-se campeã desta que foi a primeira edição nacional com esta nomenclatura.
Transferiu-se na temporada 1995-96 para o Tensor/Pinheiros, temporada que disputou sua primeira Superliga Brasileira A e encerrou na quinta posição nesta edição. Renovou com o mesmo clube, época que este utilizou a alcunha Blue Life/Pinheiros, representando-o nas competições do período esportivo 1996-97, e finalizou na correspondente Superliga Brasileira A na sexta colocação.
Em 1997 foi contratada pela Mizuno/Unban, e deixou a carreira profissional no Brasil para  estudar Sistemas de Informação da Computação nos Estados Unidos, e  pela Miami Dade Community College continuou como atleta  e conquistou o título do Campeonato Estadual da Florida pela Community College Activities Association (FCCAA) nos anos de 1997 integrando a seleção do campeonato estadual  e do Estado nos anos de 1997 e 1998, ainda foi a Melhor Jogadora  do Estadual de 1997, também integrou a seleção da Conferência Sul, também vice-campeã do Campeonato da National Junior College Athletic Association (NJCAA), Divisão I, sendo uma das melhores atletas da edição e integrou a seleção do campeonato  e integrou a time da seleção a nível nacional.
Pelo Miami Dade CC disputou o Campeonato da Conferência FCCAA de 1998 e sagrou-se campeã. Transferiu-se para a Palm Beach Atlantic Univerty onde jogou no período de 1999 a 2000; sendo que em 1999 foi  duas vezes a Jogadora da Semana da Florida Sun Conference(FSC) e em 2000 foi por três vezes;  integrou na temporada 1999-00 a equipe ideal do Campeonato da FSC, também foi MVP do Campeonato da FSC, da seleção da Conferência da FSC e foi a Jogadora do Ano da FSC na mesma temporada.
Por Palm Beach AU competiu no Campeonato da FSC Region XIV, mais uma vez se destacando na jornada 1999-00 compondo a seleção do campeonato, sendo a Melhor Jogadora do Campeonato, compos também a equipe ideal da Region XIV e foi a Jogadora do Ano também ; e nesta temporada disputou o Campeonato Nacional Universitário NAIA (National Association of Intercollegiate Athletics), duas vezes foi a Melhor Jogadora da Semena em 1999 e uma vez em 2000, integrou a equipe ideal a nível nacional do NAIA  e integrou o segundo time da  Accreditation Service for International Colleges (ASICS) a nível nacional.
Após conclusão da graduação, decidiu residir nos Estados Unidos e procurou continuar trabalhando ligada a modalidade que sempre praticou, e encontrou na carreira de treinadora uma forma de continuar contribuindo com o voleibol, fundando sua própria empresa e compartilhando sua experiência para o Condado de Martin, fundada em 2007 com o nome: JM 10 Volleyball Training, LLC., iniciou oferecendo  treinamento individualizado para atletas de Jupiter e Ft. Pierce.
Atuou como treinadora no período de 2008 a 2013 no Redeemer Lutheran School.Iniciou de fato sua carreira de treinadora no Palm Beach AU, na temporada 2001-02, quando era assistente técnica; de 2002-2004 foi técnica da categoria Sub-15 do Volei Tech Training System, depois da categoria Sub-18 do  Volei Academy  no período esportivo de 2006-07;posteriormente treinou  na mesma categoria anterior o time do YMCA of Treasure Coast; de 2008 a 2010 atuou pelo  seu próprio clube o JM 10 Volleyball Training, foi a supervisora técnica das categorias do Sub-12 e Sub-18.
Voltou a treinar a categoria Sub-18 na temporada 2012-13, desta vez do Treasure Coast Volleyball Club e assumiu na temporada 2013-14  a categoria Sub-14 do seu próprio clube e paralelamente comandou a mesma categoria do Jupiter Elite na ocasião disputaria o Campeonato Nacional.
Pelo time da YMCA (Sub-18) foi treinadora nas competições:Campeonato de Cloverleaf (2007) e Tampa United Invitation (2008); comandando o Redeemer Lutheran School (Sub-11  até  Sub-14) foi vice-campeã do  Campeonato Redeemer Middle School e campeã da Conferência JV e Varsity (2008 e 2009) em 2010 e 2011 apenas na Conferência Varsity.Em 2009 comandou o seu clube JM10 Volleyball no Torneio de Tri County (Sub-14), Campeonato Regional Divisão Prata (Sub-17), também no Winter Classic Divisão Ouro (Sub-16), e no Palm Beach Classic (Divisão Prata).
Ainda pelo JM 10 Volleyball foi vice-campeã em 2011 do MLK Regional Ranking (Sub-14) e do Big South Qualifier(Sub-14), comandou a equipe nos campeonatos: Orlando Volleyball Academy (Sub-14), no Cloverleaf Invitational (Sub-14), Disney Classic (Sub-14).Em 2013foi treinadora desta equipe no Palm Beach Classic (Sub-15).Ainda em 2013 comandou o Treasure Coast Volleyball nos campeonatos da categoria Sub-18:Cloverleaf, Fort Lauderdale Invitation, USA Nationals Dallas, TX  Divisão Bronze, sendo vice-campeã do Big South Qualifier (Earned Bid to Nationals) , também na categoria Sub-18.
Em 2014, por residir nos Estados Unidos, não pode comparecer a evento que homenageou a equipe do leites Moça/Sorocaba que há 20 anos havia conquistado o inédito título no Campeonato Mundial de Clubes.

## Títulos e resultados
- Campeonato da Confêrencia FCCAA:1998[7]
- Campeonato da  NJCAA  (Divisão I):1997[21]
- Campeonato da FCCAA:1997[7]
- Superliga Brasileira A:1992-93,[12][11] 1994-95[12][11]
- Superliga Brasileira A:1990-91,[12] 1991-92[11]
- Campeonato Paulista:1990,[10] 1992,[10] 2014[10]

## Premiações individuais
- MVP do  Campeonato da FSC Region XIV de 1999-00 [22]
- Jogadora do Ano da FSC Region XIV de 1999-00 [22]
- Jogadora do Ano da FSC de 1999-00 [22]
- MVP do Campeonato da FSC de 1999-00 [22]
- MVP do Campeonato Estadual  da FCCAA de 1997 [22]
- MVP do Campeonato Estadual  da FCCAA de 1998 [22]